# Alicia Keys
Alicia Keys, rodným jménem Alicia J. Augello-Cook (* 25. ledna 1981, Manhattan, New York, USA) je americká zpěvačka R&B a soulu, skladatelka, klavíristka, producentka, filantropka a příležitostná herečka a spisovatelka. Alicia je uznávanou umělkyní, která prodala 28 milionů alb a singlů a vyhrála mnoho cen – čtrnáct cen Grammy, jedenáct cen Billboard Music Award a tři ceny American Music Award.

## Dětství
Narodila se irsko-italské matce Terri Augello a jamajskému otci Craigovi Cookovi v newyorském Manhattanu. Terri byla herečka a pomocnice v právnické kanceláři, proto vyrůstala v chudém prostředí v tzv. „Hell’s Kitchen“ v jednopokojovém bytě. V roce 1985 se s několika dalšími dívkami dostala příležitost si zahrát malou roličku v jednom díle seriálu The Cosby Show.
V sedmi letech začala hrát na klavír a hrála klasiku Ludwiga van Beethovena, Wolfganga Amadea Mozarta a svého oblíbeného Frédérica Chopina. Ve 14 letech napsala svou první píseň „Butterflyz“, kterou později nahrála na své debutové album.
Její rodiče se rozešli, když byla ještě malá, a tak ji vychovávala pouze její matka, která ji podporovala v rozvoji hudebního talentu. V roce 2005 tisk uvedl, že se se svým otcem pokusila usmířit. To však popřela a řekla, že její slova byla špatně podána.
V 16 letech ukončila školu „Professional Performing Arts School“. Přesto, že byla přijata na Columbia University se stipendiem, rozhodla se, že se bude radši věnovat hudební kariéře. Podepsala smlouvu na nahrání dema s Jermaine Duprim a jeho nahrávací společností „So So Def“. Napsala a nahrála píseň „Dah Dee Dah (Sexy Thing)“, která se objevila na soundtracku k filmu „Muži v černém“. To byla její první profesionální nahrávka, avšak nikdy nebyla vydána jako singl a její smlouva byla ukončena. Později se seznámila s Clivem Davisem, který s ní podepsal smlouvu u „Arista Records“, později však přešla k jeho nahrávací firmě „J Records“. Nahrála písně „Rock wit U“ a „Rear View Mirror“, které se objevily na soundtracku k filmům „Shaft“ a „Dr. Dolittle 2“. Alicia poté v roce 2001 vydala své debutové album Songs in A Minor.

## Hudební kariéra

### Songs in A Minor (2001)
Tohoto alba se v prvním dni jeho prodeje (5. června 2001) prodalo více než 50 000 kusů, v prvním týdnu přes 235 000 kusů a celosvětově víc než 12 milionů kusů. Zajistilo jí oblíbenost jak v USA, tak i mimo ně. Ve své rodné zemi se stala nejprodávanějším nováčkem roku 2001 (stejně jako nejprodávanější R&B umělkyní). První singl „Fallin'“ byl šest týdnů na prvním místě hitparády Billboard Hot 100.
Na akci „America: A Tribute To Heroes“ , což byl benefiční koncert uspořádaný kvůli událostem z 11. září 2001, vystoupila Alicia s písní Donnyho Hathawaye „Someday We'll All Be Free“. Další singl „A Woman's Worth“ se dostal do americké top 10. Alicia v roce 2002 získala pět cen Grammy, mezi nimi cenu za nejlepšího nováčka a za píseň roku (za píseň Fallin‘). Dne 22. října 2002 vyšlo album Remixed & Unplugged in A Minor, reedice alba Songs in A Minor, na kterém bylo osm remixů a sedm unplugged verzí z Aliciina debutu.
Kritika o albu hovořila vesměs pozitivně. Alicia dokázala zkombinovat sound soulu 70. let jako dělali například Curtis Mayfield, Marvin Gaye and Stevie Wonder a nový hiphopový sound jako například mají také Lauryn Hill, Erykah Badu a D'Angelo.

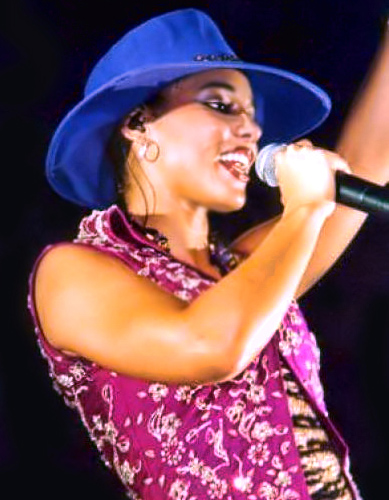
Na koncertě ve Frankfurtu v roce 2002

### The Diary of Alicia Keys (2003)
Jako další vydala album The Diary of Alicia Keys, které vyšlo 2. prosince 2003. Album bylo kritiky vychvalováno a v USA figurovalo na prvním místě. V prvním týdnu prodeje se ho prodalo přes 618 000 kusů, což je šestá nejvyšší prodejnost u umělkyně a druhá nejvyšší prodejnost u R&B umělkyně. Zatím se ho prodalo 9 milionů kusů. Singly „You Don't Know My Name“ a „If I Ain't Got You“ se dostaly do americké top5 a singl „Diary“ do top10. Singl „Karma“ se probojoval pouze na dvacáté místo, avšak v hitparádě „Top 40 Mainstream“ se dostal až na 3. místo. Singl „If I Ain't Got You“ se stal prvním, který zůstal v hitparádě Billboard Hot R&B/Hip-Hop Songs více než rok a překonal tak píseň „Your Child“ od Mary J. Blige. Alicia se stala nejprodávanější R&B umělkyní roku 2004.
Na cenách „MTV Video Music Awards 2004“ získala cenu za nejlepší R&B video (If I Ain’t Got You) a tuto stejnou cenu získala o rok později za klip „Karma“. Na cenách Grammy 2005 vystoupila s písní „If I Ain't Got You“ a také se přidala k Jamiemu Foxxovi a Quincymu Jonesovi a společně zazpívali píseň „Georgia on My Mind“, kterou proslavil Ray Charles. Toho večera získala Alicia čtyři ceny a to za nejlepší R&B album, nejlepší pěvecký výkon (za If I Ain’t Got You), nejlepší R&B píseň („You Don’t Know My Name“) a nejlepší pěvecký R&B výkon dua nebo skupiny za píseň „My Boo“, kterou zpívá s Usherem. Ceny, na které byla nominována, ale nezískala je byly např. album roku, píseň roku (If I Ain’t Got You).

### Unplugged (2005)

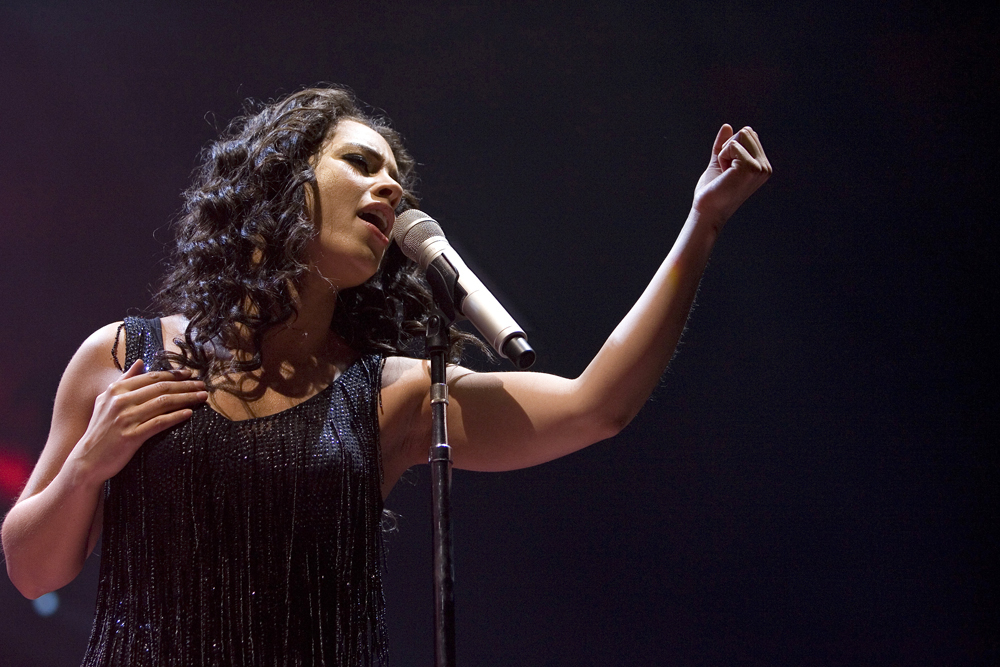
Na koncertě v Lisabonu v roce 2008

Dne 14. července 2005 odehrála v Brooklyn Academy of Music svůj koncert MTV Unplugged. Během vystoupení odehrála své písně, kterým dodala jiný nádech a také zazpívala několik coververzí. Mezi diváky byli i umělci, kteří s ní na tomto koncertu vystupovali. Byli to rapper Common, Mos Def, Damian Marley a zpěvák skupiny Maroon 5 Adam Levine (se kterým zpívala píseň skupiny The Rolling Stones „Wild Horses“).
Dále zazpívala například píseň „Every Little Bit Hurts“, kterou kdysi zpívaly i Aretha Franklin nebo Brenda Holloway. Také předvedla své zbrusu nové písně: „Stolen Moments“, kterou napsala s producentem Lamontem Greenem a „Unbreakable“, která se umístila na 4. místě v hitparádě Billboard R&B/Hip-Hop a na třicátém čtvrtém místě hitparády Billboard Hot 100. V hitparádě Billboard Adult R&B Airplay se dokonce držela celých jedenáct týdnů na prvním místě. Celý koncert vyšel 11. října 2005 jak na CD, tak i na DVD a byl pojmenovaný jednoduše Unplugged. V hitparádě Billboard 200 se umístilo na prvním místě a v prvním týdnu prodeje se ho prodalo 196 000 kusů. Zatím se ho v USA prodalo milion kusů. Její koncert unplugged byl nejúspěšnějším koncertem MTV Unplugged od dob Nirvany. Získalo čtyři nominace na ceny Grammy – nejlepší ženský pěvecký R&B výkon (za Unbreakable), nejlepší pěvecký výkon – tradiční R&B (za If I Was Your Woman), nejlepší R&B píseň (Unbreakable) a nejlepší R&B album.

### As I Am (2007)
V listopadu 2007 vydala své nové album nazvané As I Am, ze kterého vyšel první singl písnička No One, která se umístila na čele prestižního žebříčku Billboard Hot 100 a vydržela tam několik týdnů. Album se ihned po vydání ocitlo na nejvyšší příčce prodejnosti jak v USA tak i jinde ve světě.

### The Element of Freedom (2009)

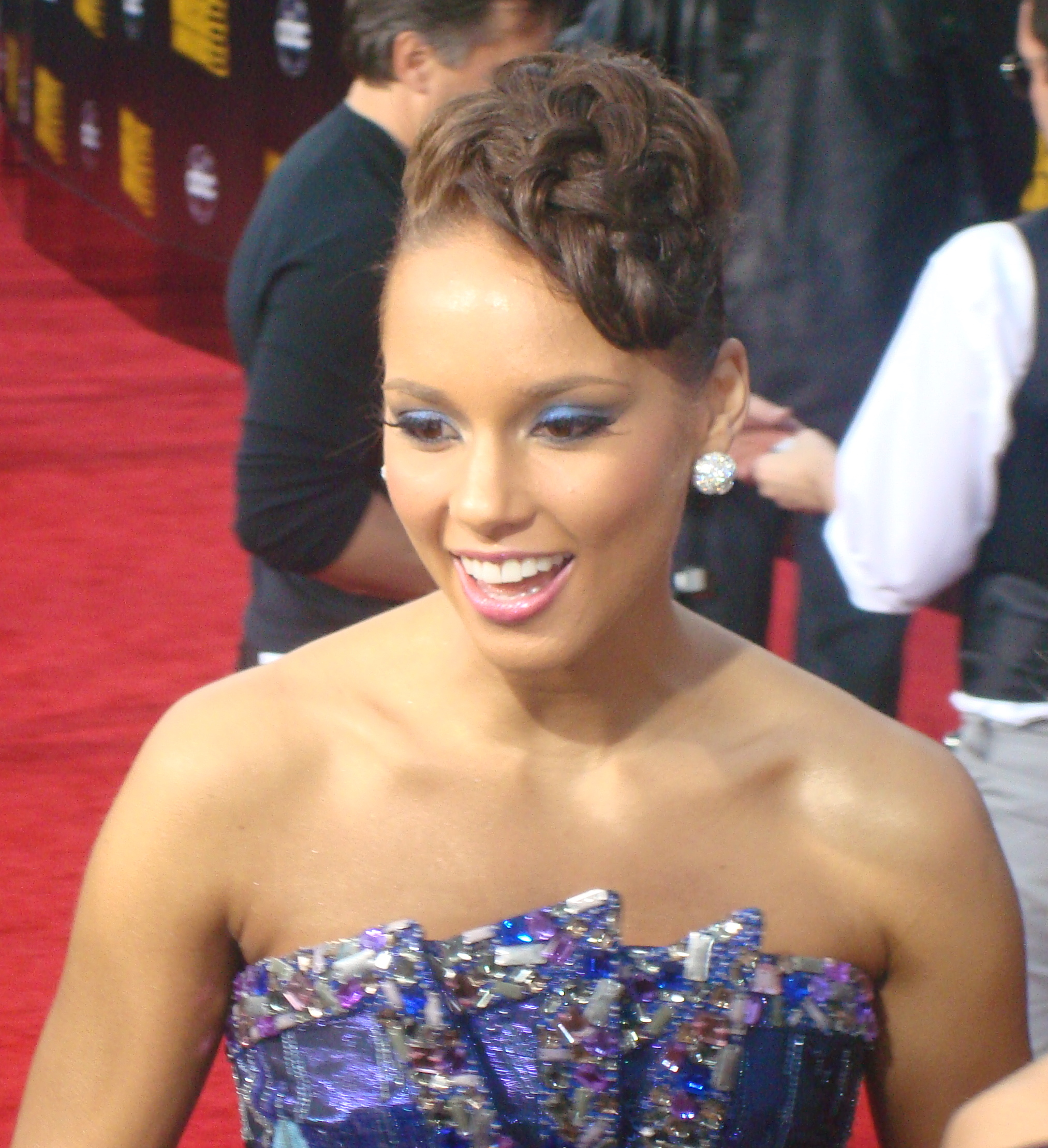
Alicia na American Music Awards 2009

Čtvrté studiové album The Element of Freedom vyšlo v prosinci 2009. Album figurovalo na druhém místě amerického albového žebříčku Billboard 200 a jen za první týden prodeje se ho prodalo 417 tisíc kopií. Toto album bylo také prvním, se kterým se umístila na vrcholu britské albové hitparády.

## Herecká kariéra
Dokončila natáčení filmu, kde hrají například i Ben Affleck, Ray Liotta, Common, Andy Garcia, Jeremy Piven a Ryan Reynolds, Smokin' Aces. V kinech se objevil 26. ledna 2007. Hraje v něm vražedkyni Georgii Sykes. Její kolegové ji chválili, Ryan Reynolds řekl, že má přirozené herecké schopnost a byl překvapen, že nikdy předtím ve filmech nehrála.
Mimoto dotočila i svůj druhý film The Nanny Diaries po boku Scarlett Johanssonové. Ve filmu hrála její nejlepší kamarádku.
Se svým dlouhodobým manažerem Jeffem Robinsonem podepsala smlouvu na film, který bude předělávkou filmu „Bell, Book and Candle“ z roku 1958. V něm bude hrát čarodějku. Společně s Robinsonem také založila televizní produkční společnost „Big Pita“.
Ve filmu Composition in Black and White zahraje dívku, která je velmi nadaná pro hru na klavír. Je to film založený na biografii Philippy Schuyler.

## Dobročinnost

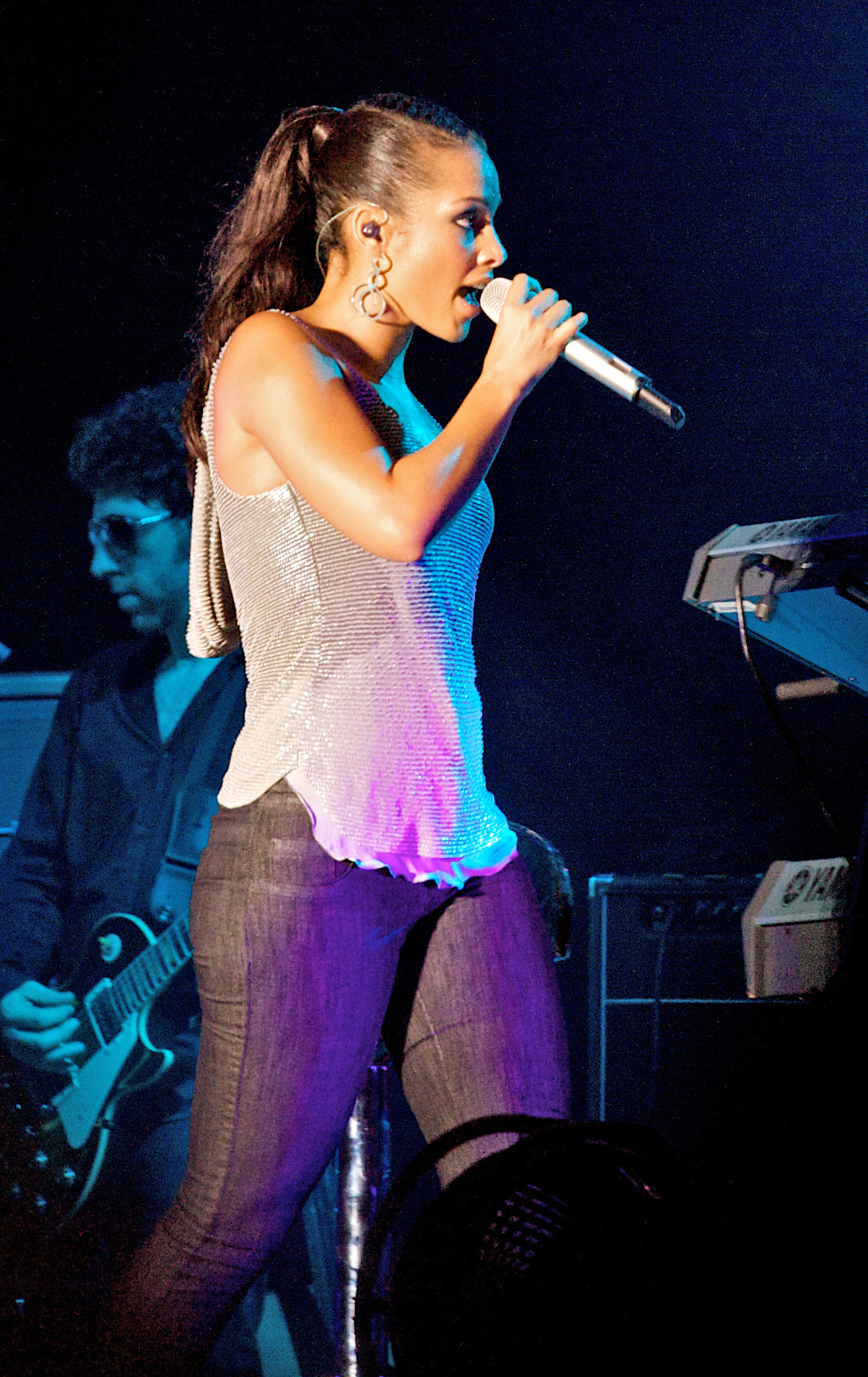
Na koncertě v Tokyu v roce 2008

Aktivně se také věnuje dobročinnosti. Je mluvčí neziskové organizace Keep a Child Alive, která poskytuje léky africkým rodinám, které jsou postižené AIDS. Alicia nahrála spolu se zpěvákem skupiny U2 Bonem coververzi songu „Don’t Give Up“ (v originále od Petera Gabriela a Kate Bushové) při příležitosti světového dne AIDS v roce 2006. Coververze však dostala trochu jiný název a to „Don't Give Up (Africa)“. Alicia a Bono tímto chtěli upozornit na to, že jen v Africe žije 25 milionů lidí postižených AIDS a celosvětově jich je 40 milionů.
Navštívila země jako Uganda, Keňa a Jihoafrická republika, aby zde podpořila péči o děti postižené nemocí AIDS. Jako vyslankyně a spoluzakladatelka organizace „Keep a Child Alive“. Stala se také mluvčí charitativní organizace Frum tha Ground Up, která inspiruje a podporuje mladé Američany k dosáhnutí úspěchu po všech stránkách. Alicia se také podílela na různých humanitárních akcích v roce 2005. V červenci vystoupila ve Filadelfii v rámci celosvětových koncertů Live 8. Posláním těchto koncertů bylo upozornění na zhoršující se chudobu v afrických zemích a donutit představitele skupiny G8, aby odpustili Africe dluhy. V srpnu 2005 vystoupila v benefičním pořadu ReAct Now: Music & Relief, který vysílaly hudební stanice. Cílem bylo získat peníze pro poškozené hurikánem Katrina. O měsíc později vystoupila na podobném benefičním koncertu Shelter from the Storm: A Concert for the Gulf Coast. V červenci 2007 zpívala v rámci světové koncertové šňůry Live Earth ve městě New Jersey.

## Zajímavosti
- Jde o jednoho z mála žijících lidí, o kterých se ve své písni zmiňuje Bob Dylan. Učinil tak v písni „Thunder on the Mountain“, kde zpívá: „I was thinking 'bout Alicia Keys, I couldn'tkeep from crying/While she was born in Hell's Kitchen, I was livin'down the line/I'm wondering where in the world Alicia Keys could be, Ibeen looking for her even clear through Tennessee“.
- Je čestným členem spolku Alpha Kappa Alpha.
- Na Kolumbijské univerzitě závodně plavala.[7]

## Diskografie
Studiová alba
- Songs in A Minor (2001)
- The Diary of Alicia Keys (2003)
- Unplugged (2005)
- As I Am (2007)
- The Element of Freedom (2009)
- Girl On Fire (2012)
- Here (2016)
- Alicia (2020)
- Keys (2021)
- Santa Baby (2022)